# 陈恒安
陈恒安（1901年—1986年），原名德谦，字恒安，号宝康，斋号云崖室、云崖馆舍，男，贵州贵阳人，中国书法家，曾任贵州省文史研究馆副馆长，中国书法家协会理事。